# 阿乔利人
阿乔利人是一个非洲民族族群，分布于乌干达北部區（俗稱阿喬利蘭）阿加戈區、阿穆魯區、古盧區、基特古姆區、恩沃亞區、蘭沃區、帕德爾區及南苏丹共和國东赤道省的馬圭縣，是屬於盧歐族群。2002年乌干达人口普查时境内有117萬阿乔利人，45,000人口生活在国外。多数人信仰原始宗教，部分改信伊斯兰教，实行一夫多妻制。经济为农牧混合型。

## 語言
阿乔利语是阿乔利人的民族语言，属尼罗-撒哈拉语系西尼罗河语族盧歐語支南盧歐亞語支，但跟同屬兰戈-阿乔利语言的蘭戈語、以及其他盧歐語支語言均不能相互理解。
長詩《拉维诺之歌》是非洲文學當中最成功的一員，由阿喬利的詩人及文學家奥考特·庇代克於1966年所著，並被翻譯成英語。

## 位置

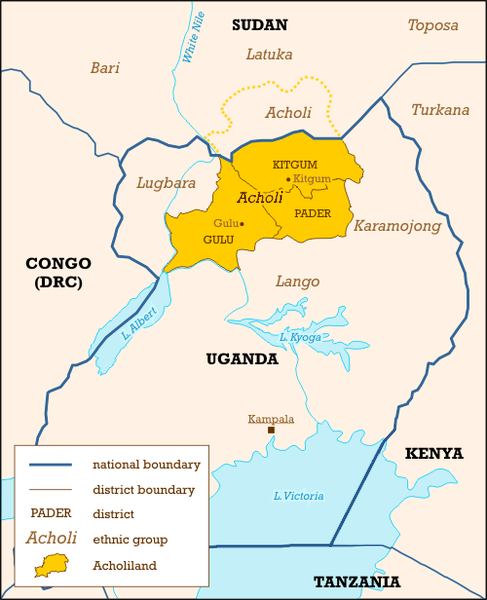
烏干達的阿喬利蘭地區

阿喬利蘭是乌干达北部區的俗稱，泛指阿喬利人傳統生活的地區，包括有：
- 今日烏干達的古盧區、基特古姆區、帕德爾區
- 新成立的阿穆魯區、恩沃亞區、蘭沃區及阿加戈區
- 南苏丹南部邊境。

然而，日常在政治上提及的「阿喬利蘭」，都不包括南蘇丹的阿喬利人定居地。

## 歷史

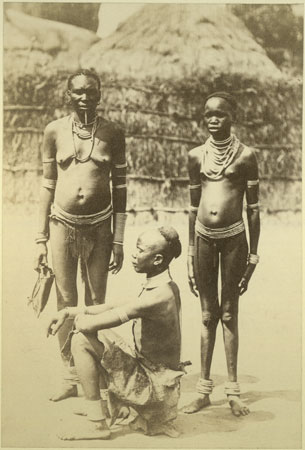
1870年代的一個阿喬利人家庭

阿喬利人是屬於盧歐族群，據說從今日南蘇丹的加札爾河地區移居至烏干達北部。在17世紀後期，烏干達北部的盧歐族群開始發展出社政地位的概念，並漸漸形成以Rwodi為首的家族式酋長統領的部落。19世紀中期，在阿喬利蘭東部有大約60多個細小的酋邦。19世紀後半部，來自北方的阿拉伯語商旅到來，並稱呼這些部落居民為Shooli，這個稱呼慢慢演變成為了「阿喬利」這個名字。
阿喬利人傳統居住於一種草泥混合的建築內，是一所圓形的草屋，有尖尖的屋頂、內裡又有泥造的寢台。屋內有罐子用來儲起日用的食糧，煮食的地方是屋內一個凹陷的地方。牆壁以泥土塗抹，並飾有紅色、白色或灰色的幾何或常規設計圖案。族人都是熟練的獵人，使用網和長矛捕獵，但另一方面亦有在家裡飼養山羊、綿羊和牛。在戰爭中，他們使用長矛和用長頸鹿或牛皮製成的長窄盾牌。
在烏干達的殖民統治時期，當時的英國鼓勵該國南部的政治和經濟發展，特別是當地的布干达人。相比之下，阿喬利和其他北方民族群體則主要為國家提供勞動力，並成為當地軍隊的主要構成部份，形成了當地的軍事種族政權。這種不平衡的發展，引致1985年6月的軍事政變發生，當時的阿喬利族將軍蒂托·卢图瓦·奥凯洛把事任第二任期的總統米尔顿·奥博特推翻；而隨後奧凱洛於1986年1月被直至現在還在任总统的约韦里·穆塞韦尼领导的全国抵抗军推翻。
現時阿喬利人為世人所認識，主要是因為當地由古盧人约瑟夫·科尼領導的反政府叛亂組織圣主抵抗军所造成的各種人道災難。

## 宗教
大多數的阿喬人均是基督徒，當中包括了羅馬天主教及新教；另有少數伊斯蘭教人口。然而，傳統的泛靈信仰，包括祖靈及守護者的信念依然很強，並往往使用了基督教及伊斯蘭教的外衣去包裝。

## 傳統飲食
- 红豆粥[3]

## 著名人物
- 约瑟夫·科尼：反政府叛亂組織圣主抵抗军的領導人。
- 奥考特·庇代克（英语：Okot p'Bitek）：詩人及文學家，著有長詩《拉維諾之歌》。[3]

### 注解
1. 1 2  Lewis, M. Paul (ed.). "Acholi." （页面存档备份，存于） Ethnologue: Languages of the World. SIL International, September, 2010. Accessed 10th March, 2011.
2. ↑  "Acholi." （页面存档备份，存于） Encyclopædia Britannica. Encyclopædia Britannica, 2011. Accessed 10th March, 2011.
3. 1 2 3  高秋福. . 新華網. 2008-12-10  [2011-10-18]. （原始内容存档于2009-02-04） （中文（简体））.
4. ↑  Webster 1970.
5. ↑  According to Atkinson (1994).